# Marquage visible de nuit par temps de pluie
Dans le domaine du marquage routier, on désigne par marquage visible de nuit par temps de pluie ou marquage VNTP un marquage qui assure la visibilité de nuit, y compris par temps de pluie et par temps humide. 

## Caractéristiques
Ce type de marquage est en général obtenu par ajout de micro-billes de verre enchâssées dans le revêtement du marquage.[Quoi ?]